# Рудна-Мала (Нижньосілезьке воєводство)
Рудна-Мала (пол. Rudna Mała) — село в Польщі, у гміні Вонсош Ґуровського повіту Нижньосілезького воєводства.
Населення — 86 осіб (2011).
У 1975-1998 роках село належало до Лешненського воєводства.

## Демографія
Демографічна структура станом на 31 березня 2011 року:
|          | Загалом | Допрацездатний вік | Працездатний вік | Постпрацездатний вік |
| -------- | ------- | ------------------ | ---------------- | -------------------- |
| Чоловіки | 43      | 7                  | 30               | 6                    |
| Жінки    | 43      | 7                  | 27               | 9                    |
| Разом    | 86      | 14                 | 57               | 15                   |